# Radom
Radom è una città polacca del voivodato della Masovia. Situata 100 km a sud di Varsavia, sul fiume Mleczna, ricopre una superficie di 111,71 km² e nel 2020 contava 195 000 abitanti.
Sede dell'Università tecnologico-umanistica Kazimierz Pułaski, dal 1975 al 1998 è stata il capoluogo del Voivodato di Radom. È un importante nodo ferroviario e stradale risultando all'incrocio della direttrice nord-sud Varsavia-Cracovia con la direttrice est-ovest Lublino-Łódź. La città ha l'aeroporto più moderno in Polonia Varsavia-Radom.

## Storia e geografia
La città fu fondata nel Medioevo. Durante il regno della dinastia Piast in Polonia, fu creata una roccaforte difensiva. Radom era una città regia nel Regno di Polonia, amministrativamente parte del voivodato di Sandomierz, nella storica Piccola Polonia.

### Attrattive
Una delle particolarità di questa bella città polacca, è che custodisce una targa in memoria della "Nihil Novi", ovvero una sorta di prima costituzione per la Polonia, datata 1505. All'epoca lo stato polacco costituiva una confederazione con la Lituania. Il nome originario di questa carta costituzionale era "Nihil Novi nisi commune consensu" cioè “Niente di Nuovo senza il nostro consenso comune”. Questo in riferimento al consenso che i nobili dovevano dare per le decisioni prese dal re. Risultava quindi dopo la stesura di codesto documento più limitato il potere del sovrano. Il nome "Nihil Novi" è una denominazione popolare, che significa "Nulla di Nuovo", poiché agli occhi della gente comune, tale costituzione non cambiava per le loro condizioni di vita sostanzialmente nulla. Interessanti da vedere sono anche le varie chiese, alcune di notevole bellezza, come la centralissima cattedrale "Benedetta Vergine Maria".

### Presenza ebraica
Fino alla seconda guerra mondiale, Radom era uno dei principali centri della presenza ebraica in Polonia. La comunità ebraica, ivi stabilitasi fin dalla seconda metà del XVIII secolo, era cresciuta fino a comprendere nel 1939 oltre 30 000 persone, ovvero un terzo dell'intera popolazione della città. Durante l'occupazione tedesca, gli ebrei furono privati di ogni proprietà, confinati a vivere in un ghetto e quindi massacrati tra il 1942 e il 1944 in eccidi e deportazioni nei campi di sterminio.

### Cultura
Dal 1963 ospita la società scientifica Radomskie Towarzystwo Naukowe.

### Eventi
A Radom ogni due anni, l'ultima settimana di agosto, si tiene una rassegna aeronautica con esibizioni di velivoli civili e delle pattuglie acrobatiche delle aeronautiche militari di tutta Europa.

## Sport
I club sportivi più importanti sono Czarni Radom (pallavolo, vincitore della Coppa di Polonia nel 1999), Rosa Radom (basket, vincitore della Coppa di Polonia nel 2016) e Radomiak Radom e Broń Radom (calcio).

## Amministrazione

### Gemellaggi
- Banská Bystrica, Slovacchia
- Daugavpils, Lettonia
- Homel', Bielorussia
- Ozëry, Russia
- Ploiești, Romania
- Stara Zagora, Bulgaria
- Ternopil', Ucraina
- Talavera de la Reina, Spagna
- Magdeburgo, Germania

## Galleria d'immagini

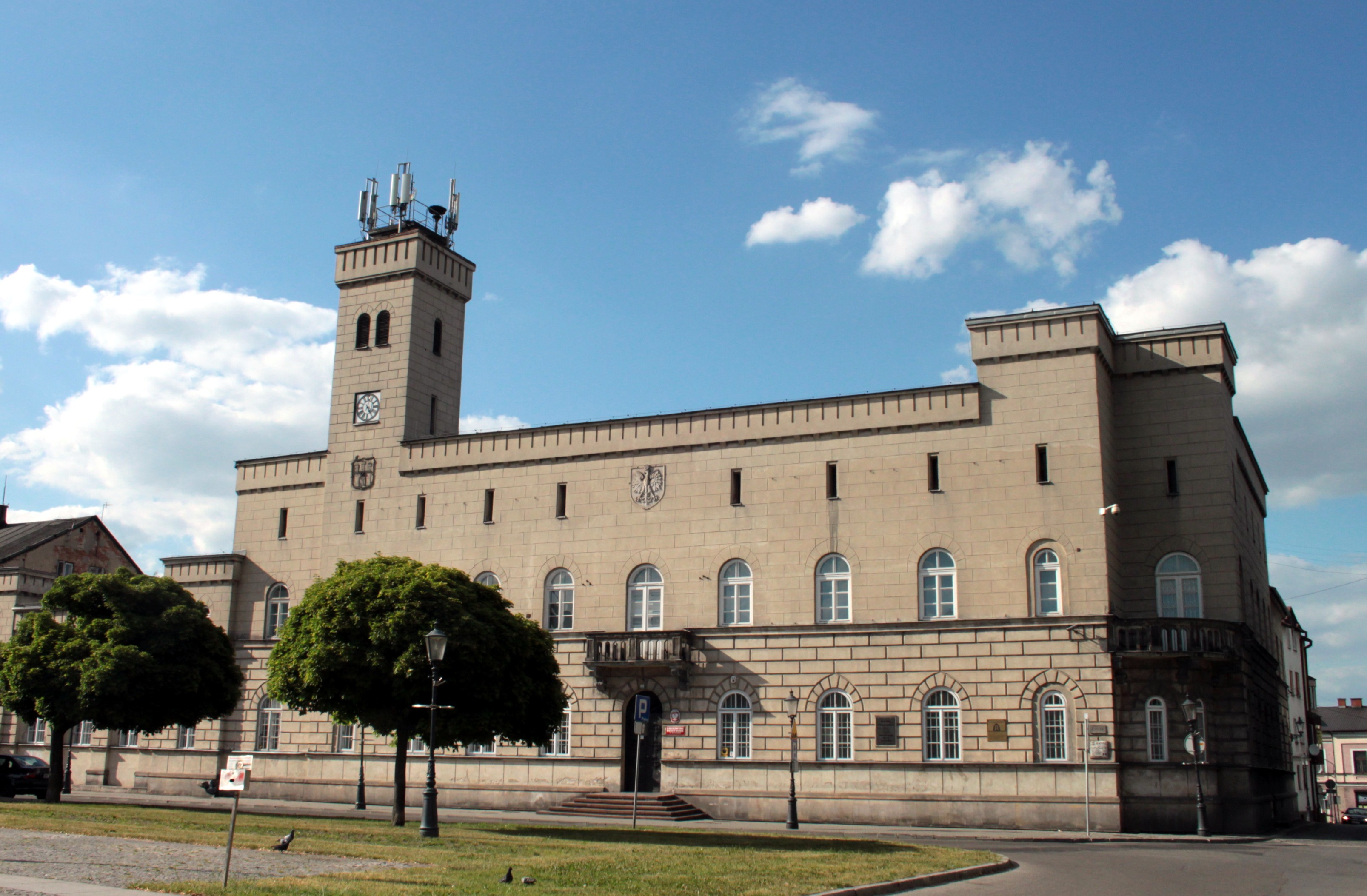
Municipio (Ratusz)
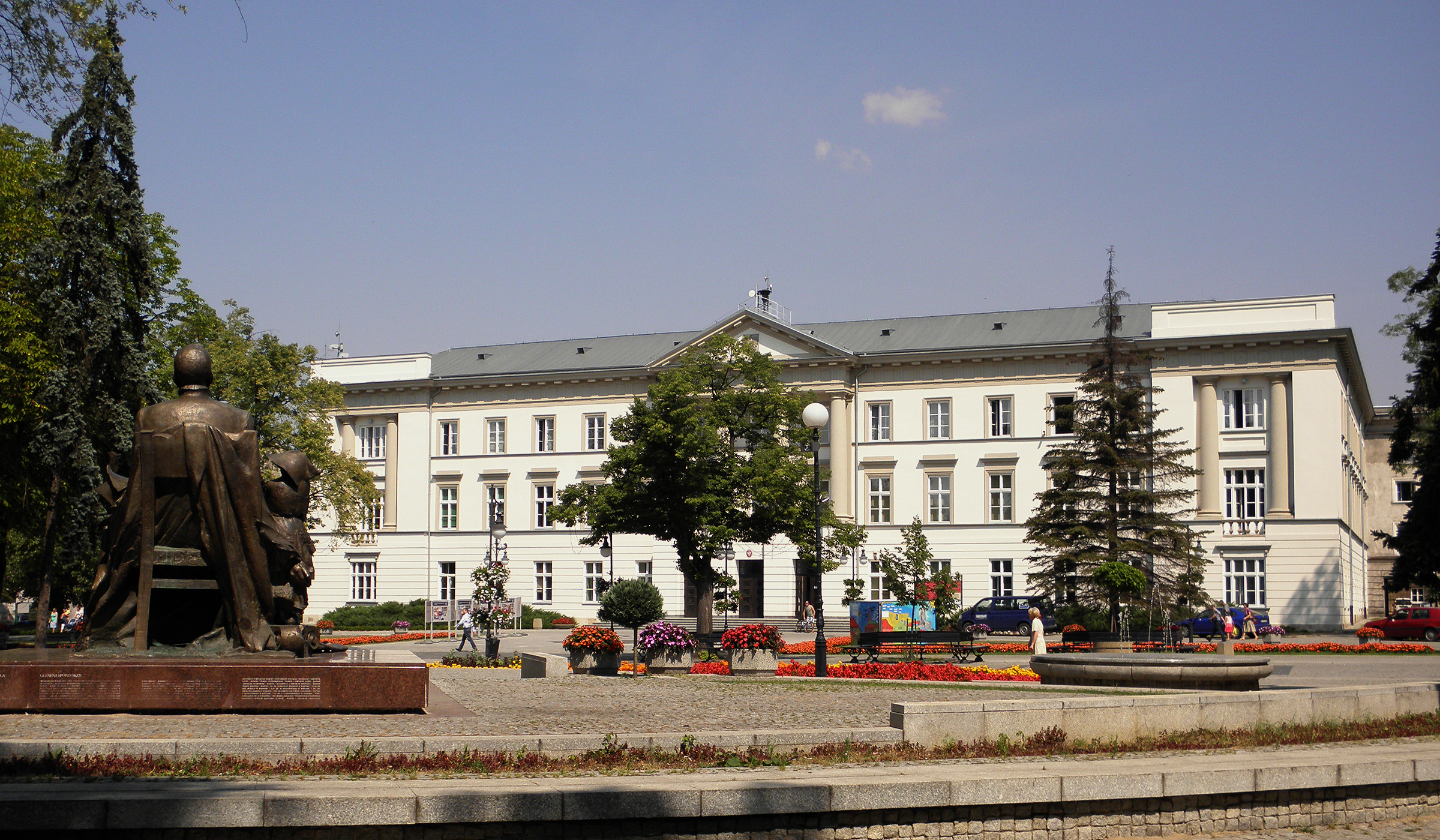
Palazzo di Sandomierz (Pałac Sandomierski)
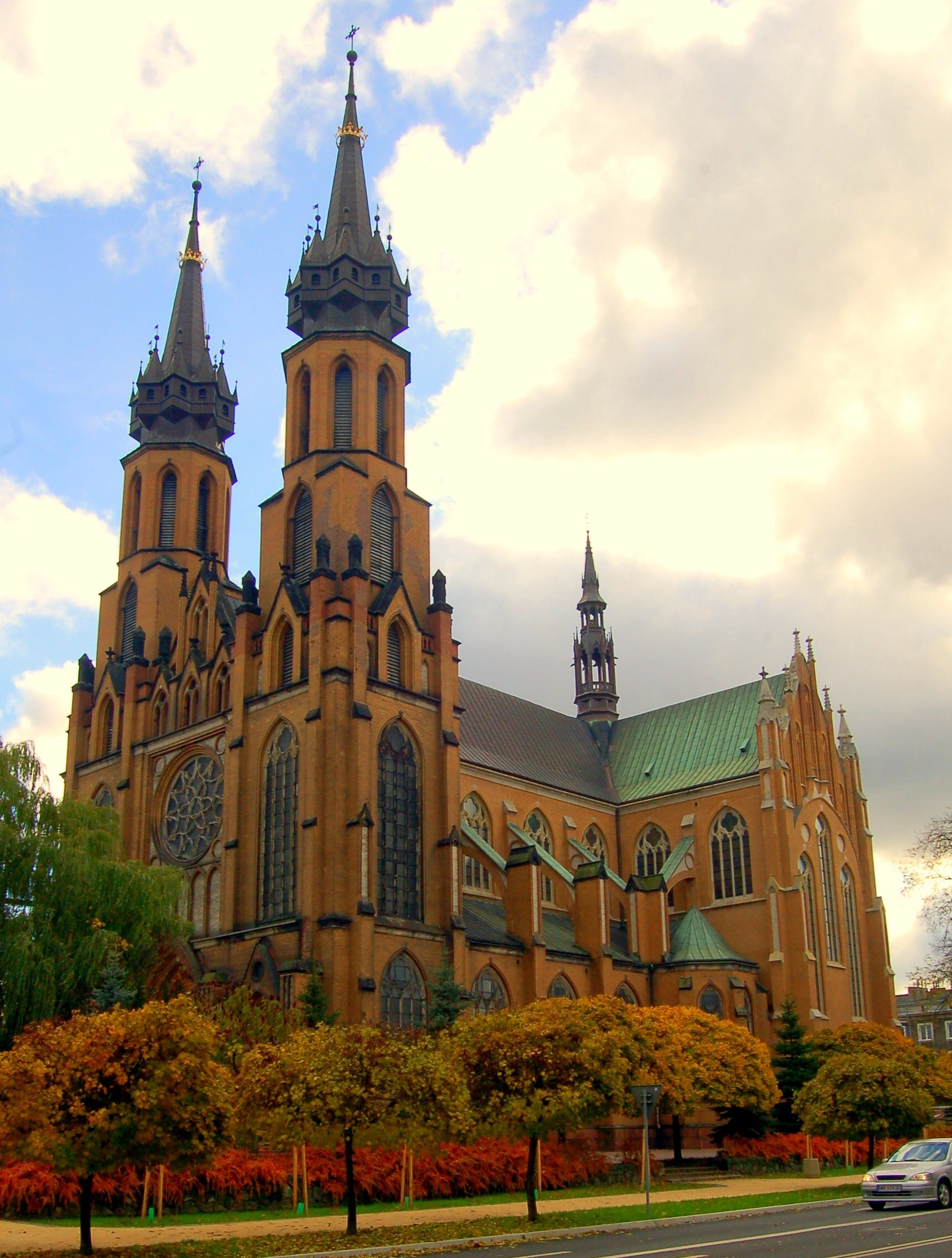
Cattedrale della protezione della Beata Vergine Maria
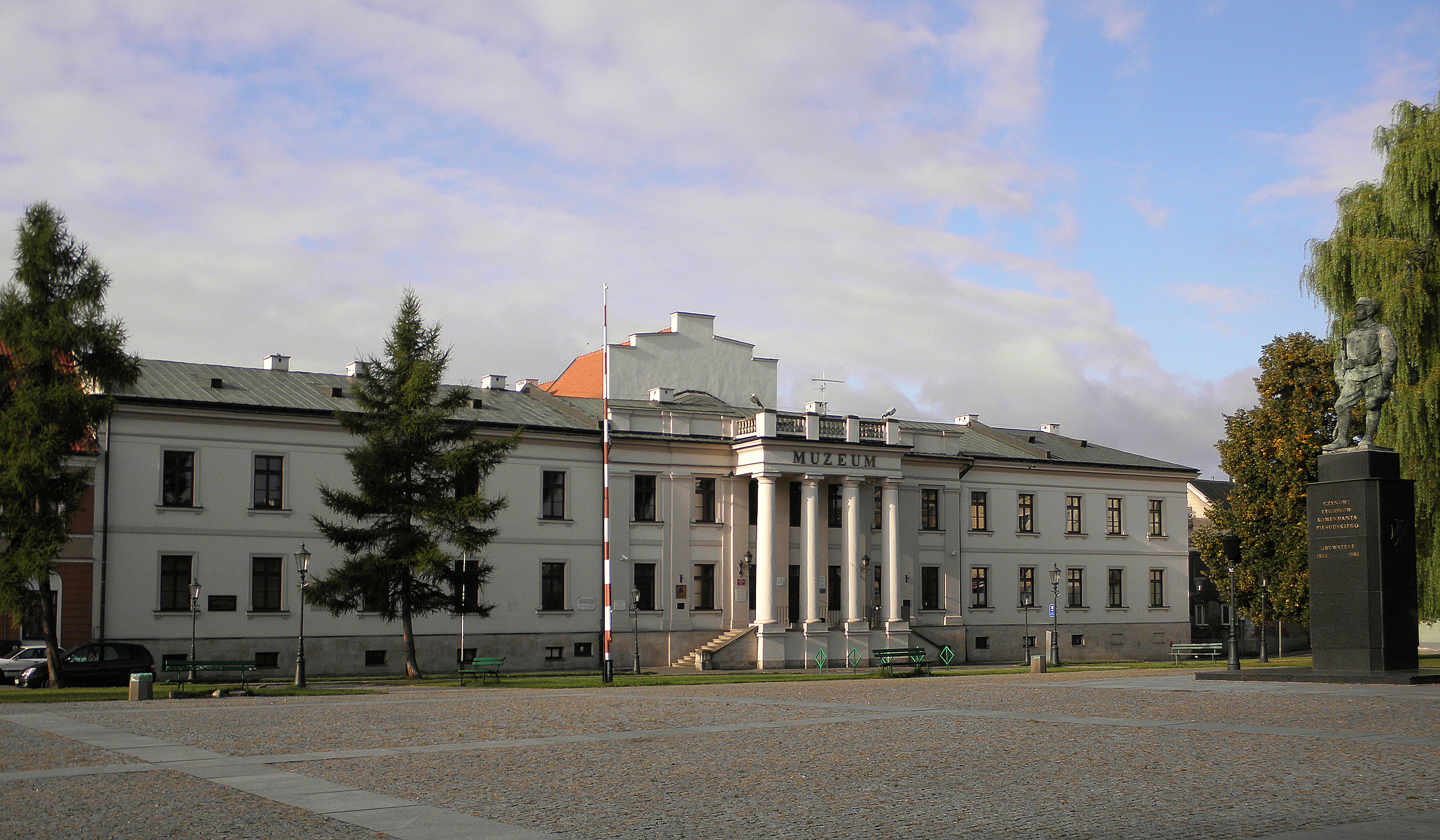
Collegio degli Scolopi, ora un museo
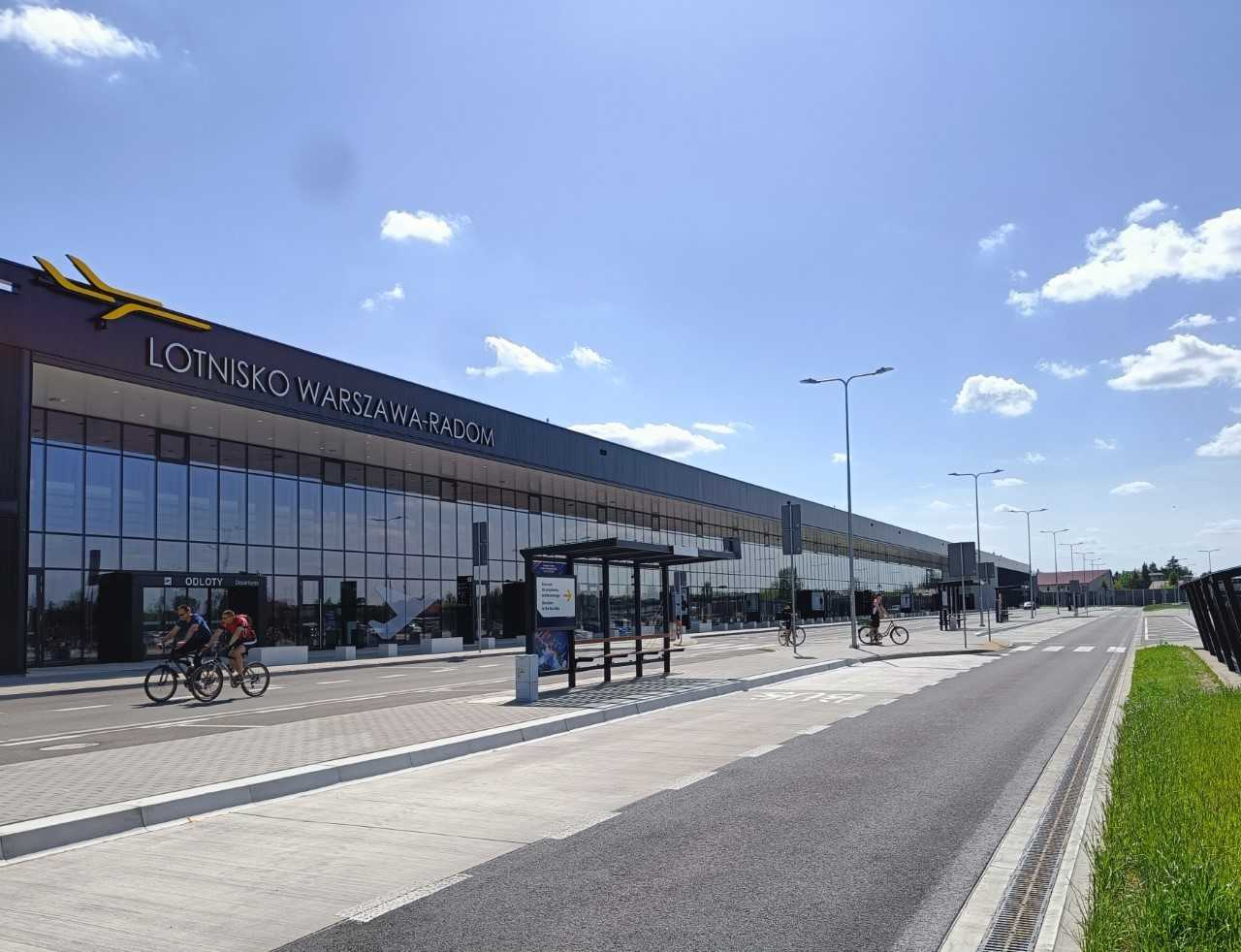
Aeroporto di Radom-Sadków